# Europejskie Centrum Małej Ligi Baseballowej

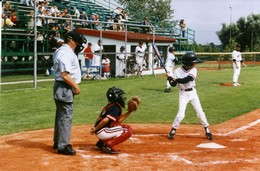
Mecz na Małej Lidze Baseballowej w Kutnie

Europejskie Centrum Małej Ligi Baseballowej – zlokalizowane w Kutnie swym zasięgiem obejmuje Europę i Afrykę. Mała Liga Baseballowa (Little League Baseball) działa w 100 krajach na całym świecie, zrzeszając w swoich szeregach ponad 3 miliony chłopców i dziewcząt w różnych kategoriach wiekowych oraz około 1 miliona dorosłych. Główną dewizą Małej Ligi jest idea uczestnictwa dzieci w rozgrywkach bez względu na ich pochodzenie i poziom sportowy.

## Historia powstania

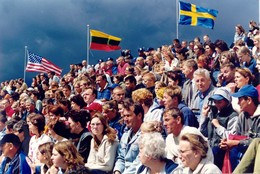

Historia baseballu w Kutnie rozpoczęła się w roku 1984, kiedy to mieszkający w Kutnie Kubańczyk Juan Echevarria rozpoczął treningi tej dyscypliny sportu z grupą uczniów. Zawodnicy ci położyli zręby pod sekcję baseballową ówczesnej Stali Kutno. Kutnowski zespół jest wielokrotnym mistrzem kraju i zdobywcą Pucharu Polski. W roku 1995 powstaje Europejskie Centrum Małej Ligi w wyniku umowy podpisanej przez Little League Incorporated z siedzibą mieszczącą się w Williamsport w USA a władzami miasta Kutno W latach 1996 i 2001 rozgrywane były tam pod patronatem Polskiego Związku Baseballa i Softballa oraz Miasta Kutno Mistrzostwa Europy w Baseballu z udziałem takich państw jak Holandii, Włoch, Ukrainy, Rosji, Czech, Chorwacji, Rumunii. W latach 2001/2002 zawodnicy Miejskiego Szkolnego Związku Sportowego w Kutnie zwyciężyli w Mistrzostwach Regionu Europejskiego Małej Ligi w kategorii Junior League i dzięki temu reprezentowali Europę w Mistrzostwach Świata Małej Ligi Baseballowej w mieście Taylor w USA. Od 2000 roku na obiektach Europejskiego Centrum Szkoleniowego Małej Ligi Baseballowej grało ponad 3100 zawodników ze 190 drużyn. Kibicowało im ponad 1500 rodziców

## Specyfikacja obiektu

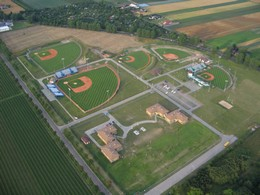
Kompleks Małej Ligi

Europejskie Centrum Małej Ligi Baseballowej to 17 hektarowy kompleks sportowy, który składa się obecnie z dwu pełnowymiarowych stadionów (oba stadiony nazwane na cześć dwóch filantropów i pomysłodawców ECMLB: Edwarda Piszka oraz Stanleya Musiala) z trybunami oraz oświetleniem pozwalającym rozgrywać mecze nawet w godzinach wieczornych, trzech boisk treningowych oraz internatów dla drużyn oraz innych obiektów, które służyć będą dzieciom i młodzieży z Polski oraz innych krajów Regionu Europejskiego Małej Ligi.

## Lokalizacja w Kutnie

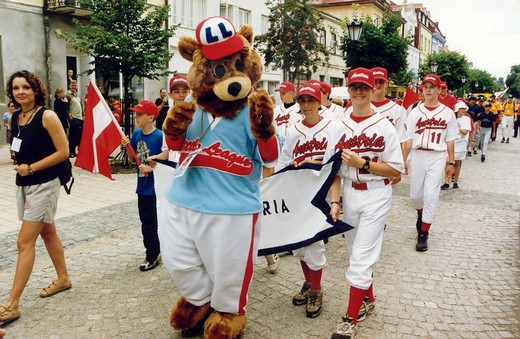
Kutno podczas Parady Młodości

Kutno najczęściej kojarzone jest z baseballem; w samym 2008 roku miasto odwiedziło ponad 570 zawodników i zawodniczek z takich państw, jak: Anglia, Arabia Saudyjska, Belgia, Białoruś, Bułgaria, Czechy, Dubaj, Holandia, Irlandia, Kuwejt, Litwa, Mołdawia, Niemcy, Polska, Rosja, Szwecja, Turcja, Uganda, Ukraina, Włochy. Zawodnikom w trakcie meczów najczęściej towarzyszą rodzice (ponad 450 osób). Nad prawidłowym przebiegiem gry czuwało ok. 20 sędziów z takich państw, jak: USA, Holandia, Niemcy, Rumunia, Włochy, Litwa, Polska, Curacao.
Obiekty Europejskiego Centrum Małej Ligi Baseballa wykorzystywane są także do organizacji imprez sportowych przez Polski Związek Baseballu, Miejski Szkolny Związku Sportowego oraz Miejski Klub Sportowy „Kutno”.
Podczas otwarcia sezonu baseballowego i softballowego ma miejsce Parada Młodości, czyli uroczystość gromadzącą w mieście graczy z innych krajów i kultur, często bardzo odległych.